# قرار مجلس الأمن التابع للأمم المتحدة رقم 302
قرار مجلس الأمن التابع للأمم المتحدة رقم 302، الصادر في 24 نوفمبر 1971، بعد إعادة تأكيد القرارات السابقة بشأن الموضوع، عبر عن تقديره للعمل الذي أنجزته البعثة الخاصة المنشأة بموجب القرار 294. وأعرب المجلس عن أسفه لعدم تعاون البرتغال مع البعثة الخاصة، ودعا حكومتها إلى اتخاذ تدابير فعالة تحترم وحدة أراضي السنغال وتمنع أعمال العنف والدمار ضد الإقليم وشعبه.
كما دعا المجلس البرتغال إلى احترام الحق غير القابل للتصرف في تقرير المصير واستقلال شعب غينيا بيساو، وطلب من رئيس مجلس الأمن والأمين العام تقديم تقرير عن تنفيذ القرار وأعلن أنه إذا فشلت البرتغال في الامتثال لأحكام القرار سيجتمع المجلس للنظر في المبادرات والخطوات التي يتطلبها الوضع.
اعتمد القرار بأغلبية 14 صوتاً؛ امتنعت الولايات المتحدة عن التصويت.